# Ireligija u Hrvatskoj
Ireligija u Hrvatskoj obuhvaća u najužem smislu agnosticizam, ateizam, sekularni humanizam i opći sekularizam koji izražavaju nereligiozni stanovnici Hrvatske kojih po različitim anketama i popisima ima najmanje tristo tisuća ili 7 % ukupnog stanovništva (2011.). Povećanje broja ireligioznih ljudi obično se tumači modernizacijom obilježenom tendencijama sekularizacije i laicizacije te napretkom znanosti i tehnologije koji neposredno utječu na ljudsko društvo.
Iako je popisom stanovništva u Hrvatskoj utvrđeno samo 7 % ireligioznih osoba, Gallupovom anketom provedenom 2007. i 2008. utvrđeno je da 30,5 % ispitanika u Hrvatskoj religiju ne smatra važnom u svome životu, odgovorivši niječno na postavljeno pitanje "Zauzima li religija važno mjesto u tvome životu?". Eurobarometarska anketa provedena 2010. godine propitivala je religioznost u europskim zemljama na osnovi osobna uvjerenja da "Bog postoji", da "postoji neka vrsta duha ili životne sile" odnosno da "ne postoji nikakva vrsta duha, Boga ili životne sile". Da Bog postoji izjasnilo se 69 % hrvatskih ispitanika, 22 % vjeruje da postoji neka vrsta duha ili životne sile, dok 7 % smatra da ne postoji ništa od navedenog. Japanski istraživački centar Dentsu prikupio je 2006. godine podatke kojim je doznato da se 13,2 % hrvatskog stanovništva izjašnjava ireligioznim.
Neki dokazi upućuju na to da je najbrže rastući religijski status u Hrvatskoj upravo onaj ireligiozni, pri čemu se u posljednjih deset godina broj agnostika i skeptika više nego udvadeseterostručio, a broj ateista gotovo udvostručio. Ogromno povećanje broja agnostika u Hrvatskoj obično se tumači time da se mnoge javne osobe sve češće javno izjašnjavaju agnosticima poput primjerice bivšeg hrvatskog predsjednika Ive Josipovića.
Nekoliko društava koji promiču ireligiozno vjerovanje ili se protive religijskom vjerovanju – Protagora, David, Glas razuma – Pokret za sekularnu Hrvatsku, Nisam vjernik – osnovano je u posljednjih deset godina s ciljem promicanja ireligije i podizanja svjesnosti o njoj, a neka su od njih imala zapažene javne akcije poput Skupa razuma i kampanje Bez boga, bez gospodara.

## Demografija
Popis stanovništva 2011. otkrio je da u Hrvatskoj živi 32.518 agnostika i skeptika te 163.375 ateista i onih koji nisu vjernici. Nešto više od 93.000 nije se izjasnilo, dok je za 12.460 anketiranih vjera nepoznata. Najviše ireligioznih u Hrvatskoj živi u Gradu Zagrebu gdje je njihov udio u ukupnom stanovništvu 11,56 %. Županije Primorsko-goranska, Istarska i Splitsko-Dalmatinska jedine su županije u kojima broj ireligioznih prelazi 30.000. Gledajući relativne udjele u stanovništvu po županijama, najviše ireligioznih živi na sjeverozapadu Hrvatske u Istarskoj (15,88 %) i Primorsko-goranskoj županiji (12,11 %) te Gradu Zagrebu (11,56 %). Ove su tri županije jedine u kojima je udio ireligioznih u ukupnom stanovništvu veći od 10 %.
Iz istog popisa može se doznati da na lokalnoj razini najveći udio ireligioznih u Hrvatskoj ima Općina Medulin (23,51 %), a od gradova Pula (23,01 %). Više od 20 % ireligioznih imaju još samo Grad Rovinj te dvije zagrebačke gradske četvrti Donji Grad i Gornji Grad-Medveščak. U prvih dvadeset hrvatskih općina i gradova s najvećim udjelima ireligioznog stanovništva nalaze se većinom istarske općine i gradovi Istarske i Primorsko-goranske županije, zatim središnje gradske četvrti Grada Zagreba te gradovi Rijeka i Vis.
Razmatrajući pojedinačno svaku županiju može se uočiti da najveći udio ireligioznog stanovništva imaju u pravilu gradovi u pojedinim županijama, a često je riječ o gradovima sjedištima županija.
S druge strane, u dalmatinskim općinama Kijevu i Lokvičićima nema nijednog ireligioznog stanovnika. U dvadeset lokalnih jedinica s najmanjim udjelom ireligioznog stanovništva (manje od 0,33 %) nalaze se pretežito općine jugozapadnih i istočnih hrvatskih županija, a jedini grad među njima je Otok u Vukovarskoj-srijemskoj županiji s 0,28 % ireligioznih.

## Tablice
Na osnovi službenih podataka popisa stanovništva iz 2001. i 2011. godine mogu se doznati sljedeći podaci o rasprostranjenosti religioznog i ireligioznog stanovništva u Hrvatskoj.
|    |                        | popis 2001. | popis 2001. | popis 2001. | popis 2001. | popis 2011. | popis 2011. | popis 2011. | popis 2011. | promjena      | promjena       |
|    | ime županije           | religiozni  | religiozni  | ireligiozni | ireligiozni | religiozni  | religiozni  | ireligiozni | ireligiozni | 2011. / 2001. | 2011. / 2001.  |
|    |                        | broj        | %           | broj        | %           | broj        | %           | broj        | %           | religiozni, % | ireligiozni, % |
| -- | ---------------------- | ----------- | ----------- | ----------- | ----------- | ----------- | ----------- | ----------- | ----------- | ------------- | -------------- |
| 01 | Zagrebačka             | 299.123     | 96,59       | 10.573      | 3,41        | 302.871     | 95,36       | 14.735      | 4,64        | ▲ 1,25        | ▲ 39,36        |
| 02 | Krapinsko-zagorska     | 139.449     | 97,91       | 2.983       | 2,09        | 129.297     | 97,29       | 3.595       | 2,71        | ▼ 7,28        | ▲ 20,52        |
| 03 | Sisačko-moslavačka     | 174.856     | 94,32       | 10.531      | 5,68        | 162.831     | 94,43       | 9.608       | 5,57        | ▼ 6,88        | ▼ 8,76         |
| 04 | Karlovačka             | 134.223     | 94,67       | 7.564       | 5,33        | 121.914     | 94,58       | 6.985       | 5,42        | ▼ 9,17        | ▼ 7,65         |
| 05 | Varaždinska            | 179.444     | 97,12       | 5.325       | 2,88        | 167.591     | 95,25       | 8.360       | 4,75        | ▼ 6,61        | ▲ 57,00        |
| 06 | Koprivničko-križevačka | 120.728     | 97,00       | 3.739       | 3,00        | 111.157     | 96,17       | 4.427       | 3,83        | ▼ 7,93        | ▲ 18,40        |
| 07 | Bjelovarsko-bilogorska | 126.219     | 94,84       | 6.865       | 5,16        | 113.595     | 94,85       | 6.169       | 5,15        | ▼ 10,00       | ▼ 10,14        |
| 08 | Primorsko-goranska     | 273.410     | 89,49       | 32.095      | 10,51       | 260.326     | 87,89       | 35.869      | 12,11       | ▼ 4,79        | ▲ 11,76        |
| 09 | Ličko-senjska          | 52.136      | 97,13       | 1.541       | 2,87        | 49.503      | 97,20       | 1.424       | 2,80        | ▼ 5,05        | ▼ 7,59         |
| 10 | Virovitičko-podravska  | 89.748      | 96,10       | 3.641       | 3,90        | 81.683      | 96,28       | 3.153       | 3,72        | ▼ 8,99        | ▼ 13,40        |
| 11 | Požeško-slavonska      | 82.959      | 96,65       | 2.872       | 3,35        | 75.678      | 96,98       | 2.356       | 3,02        | ▼ 8,78        | ▼ 17,97        |
| 12 | Brodsko-posavska       | 171.494     | 97,02       | 5.271       | 2,98        | 153.910     | 97,06       | 4.665       | 2,94        | ▼ 10,25       | ▼ 11,50        |
| 13 | Zadarska               | 155.010     | 95,66       | 7.035       | 4,34        | 162.045     | 95,31       | 7.972       | 4,69        | ▲ 4,54        | ▲ 13,32        |
| 14 | Osječko-baranjska      | 316.599     | 95,79       | 13.907      | 4,21        | 291.534     | 95,57       | 13.498      | 4,43        | ▼ 7,92        | ▼ 2,94         |
| 15 | Šibensko-kninska       | 108.088     | 95,75       | 4.803       | 4,25        | 103.789     | 94,89       | 5.586       | 5,11        | ▼ 3,98        | ▲ 16,30        |
| 16 | Vukovarsko-srijemska   | 199.023     | 97,19       | 5.745       | 2,81        | 175.091     | 97,53       | 4.430       | 2,47        | ▼ 12,02       | ▼ 22,89        |
| 17 | Splitsko-dalmatinska   | 434.740     | 93,76       | 28.936      | 6,24        | 422.328     | 92,86       | 32.470      | 7,14        | ▼ 2,86        | ▲ 12,21        |
| 18 | Istarska               | 176.886     | 85,72       | 29.458      | 14,28       | 175.014     | 84,12       | 33.041      | 15,88       | ▼ 1,06        | ▲ 12,16        |
| 19 | Dubrovačko-neretvanska | 116.886     | 95,13       | 5.984       | 4,87        | 116.148     | 94,76       | 6.420       | 5,24        | ▼ 0,63        | ▲ 7,29         |
| 20 | Međimurska             | 113.685     | 96,00       | 4.741       | 4,00        | 108.549     | 95,38       | 5.255       | 4,62        | ▼ 4,52        | ▲ 10,84        |
| 21 | Grad Zagreb            | 715.972     | 91,89       | 63.173      | 8,11        | 698.664     | 88,44       | 91.353      | 11,56       | ▼ 2,42        | ▲ 44,61        |
| –  | Hrvatska               | 4.180.678   | 94,21       | 256.782     | 5,79        | 3.983.518   | 92,97       | 301.371     | 7,03        | ▼ 4,72        | ▲ 17,36        |

## Istraživanja ireligije
Znanstvena istraživanja ireligije u Hrvatskoj uglavnom su oskudna, pa nije moguće doznati koje su i kakve razlike između religioznog i ireligioznog stanovništva npr. u radu na javnim projektima važnima za zajednicu, pripadnosti volonterskim udrugama, odlaženju na javne skupove, glasanju na lokalnim izborima, prisustvovanju prosvjednim demonstracijama i političkim skupovima, doniranju vremena i novca u pojedine svrhe uključujući i one sekularne itd. Osim toga nije istraženo ni to kako društvo percipira ireligiozne osobe kao jedan od svojih sastavnih dijelova, kakav je njihov položaj u društvu i sl.
Međunarodno longitudinalno straživanje Aufbruch provedeno 1997. godine u deset zemalja srednje i istočne Europe otkrilo je da se u Hrvatskoj 31,5 % ispitanika smatra vrlo religioznima, 42,6 % donekle religioznima dok je preostalih 26 % ispitanika izjavilo ili da nisu niti religiozni niti nereligiozni, ili da su donekle nereligiozni ili da su potpuno nereligiozni. Na pitanje kojim se ispitivala slika o Bogu 25,6 % ispitanika izjavilo je da ponekad ne vjeruje u Boga ili da uopće ne vjeruje u njega. Na osnovi međunarodnog istraživanja ISSP iz 2008. istražena su sociodemografska i religijska obilježja religioznih i ireligioznih osoba pri čemu su dobiveni rezultati da je stupanj obrazovanja negativno koreliran sa stupnjem religioznosti, ali i da ireligiozne osobe u većoj mjeri žive u gradu nego na selu, dok je kod religioznih osoba ta razlika manje izražena. U ispitivanju stavova ireligioznih osoba prema religiji i vjeri otkriveno je da svi ispitanici razlikuju religiju i vjeru, a neki i religiju i crkvu. Stavovi prema religiji variraju od nimalo pozitivnih do pozitivnih. Među kritikom se obično navode kontrola i zavaravanje masa, financijsko interesno djelovanje, fundamentalizam koji proizlazi iz religije, agresivno nametanje u društvenoj sferi, razdvajanje ljudi i nametanje vrijednosnog sustava kao jedinog ispravnog, dok pozitivan stav ističe da religija ima važnu ulogu u društvu i povijesti.

## Ireligija u politici
Premda nije ispitivana povezanost religijskog izjašnjavanja s političkim preferencijama, na posljednjim četirima predsjedničkim izborima hrvatski su birači izabrali dvojicu predsjednika koji se izjašnjavaju ireligioznima, odnosno agnosticima. Na parlamentarnim izborima 2011. godine predsjednik Vlade RH postao je također deklarirani agnostik. Šime Lučin, bivši ministar unutarnjih poslova, izjašnjava se ateistom, a trenutačna potpredsjednica Vlade i ministrica socijalne politike i mladih Milanka Opačić potvrđuje da je ateistica. Ireligioznima su se izjasnili i neki saborski zastupnici te bivši članovi hrvatske vlade. Ovim se može zaključiti da hrvatski građani ne smatraju religioznost političara kao preduslov da bi izabrao neki političar na neku funkciju u državi, iako je Hrvatska prema već navedenim statistikama od 92,97% smatra kao religiozna nacija.

## Više informacija
- agnosticizam
- ateizam
- deizam
- etički pokret
- ireligija
- religija u Hrvatskoj
- religijski skepticizam
- sekularni humanizam

## Vanjske poveznice

### Udruge i inicijative
- Protagora, udruga za zaštitu prava ireligioznih osoba i promicanje ireligioznog poimanja svijeta
- Nisam vjernik, neformalna skupina građana nevjernika u Hrvatskoj  Arhivirana inačica izvorne stranice od 21. studenoga 2013. (Wayback Machine)
- Koalicija za sekularizam  Arhivirana inačica izvorne stranice od 3. siječnja 2014. (Wayback Machine)
- David, udruga građana za zaštitu ljudskih prava
- Vjeronauk.org …jer vjeronauku je mjesto u crkvi.  Arhivirana inačica izvorne stranice od 19. siječnja 2019. (Wayback Machine)

### Blogovi
- Blog evolutionis  Arhivirana inačica izvorne stranice od 15. prosinca 2013. (Wayback Machine)
- Irreverent Impiety
- Kome zvone zvona